# Hernán Álvarez García
César Hernán Álvarez García (n. c. 1930-2018) fue un abogado y juez chileno. Fue presidente de la Corte Suprema de Chile en el periodo 2000-2001.

## Carrera
Estudió derecho en la Facultad de Derecho de la Universidad de Chile.
Fue nombrado ministro de la Corte Suprema en 1989, siendo el último integrante del máximo tribunal que asumió durante la dictadura militar. Durante su gestión fue miembro del Tribunal Constitucional (1997-2005), presidente de la Corte Suprema (2000-2001) y presidente de la Comisión de Ética del Poder Judicial (2000-2002). Participó en la implementación de la reforma procesal penal, siendo uno de los principales promotores de esta de la Corte.
En 2004 fue uno de los ministros que rechazó el desafuero de Augusto Pinochet. Dejó su puesto de ministro de la Corte Suprema al año siguiente, tras acogerse al retiro del Poder Judicial.
Posteriormente a ello ha trabajado como abogado integrante de la Corte Suprema (2006-2008), y como director y árbitro del Centro Nacional de Arbitraje, además de desempeñarse en su estudio privado.